# Onze-Lieve-Vrouw-Hemelvaartkerk (Doel)

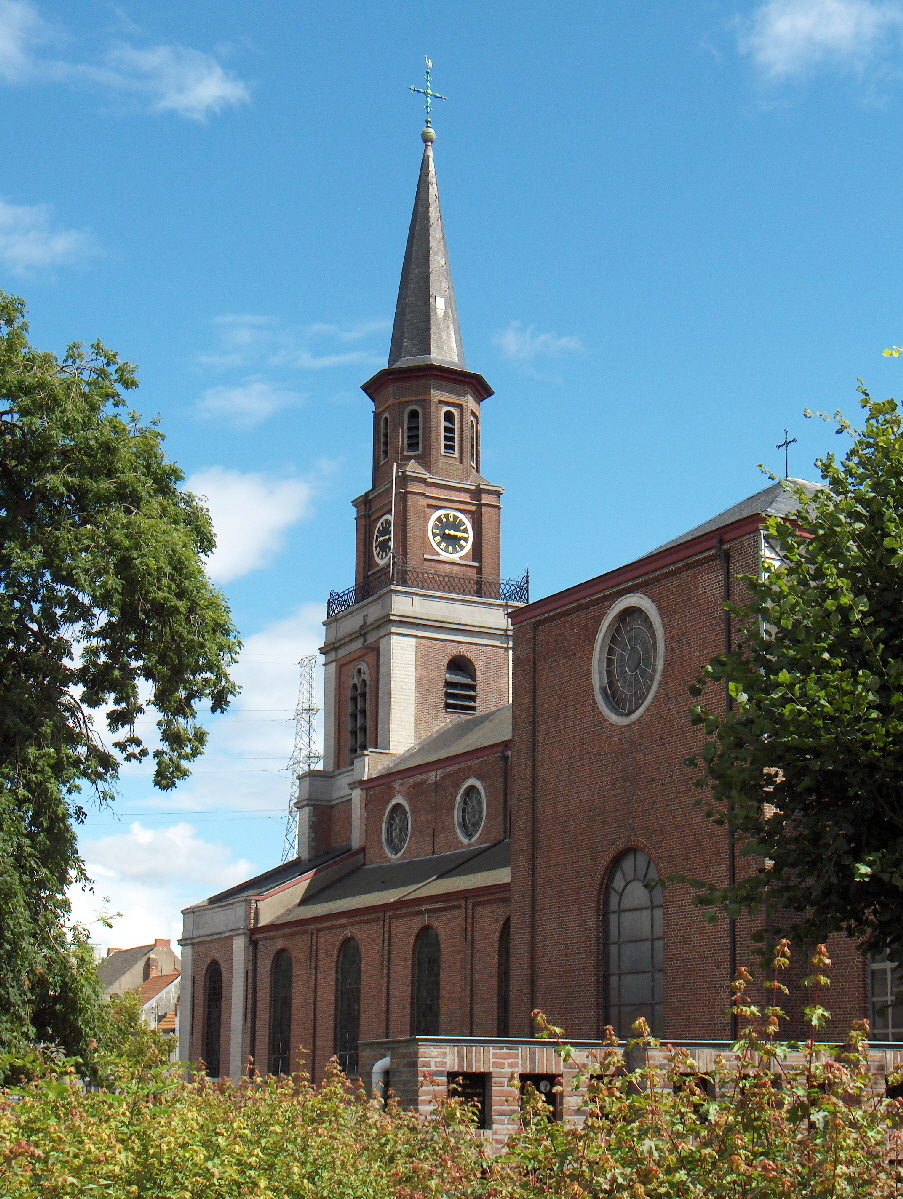
Onze-Lieve-Vrouw-Hemelvaartkerk

De parochiekerk van Doel is gewijd aan Maria-Tenhemelopneming. 
De kerk in neoclassicistische stijl werd tussen 1851 en 1854 opgericht volgens een ontwerp van Lodewijk Roelandt, stadsarchitect van Gent. Het meubilair omvat oudere kunstwerken, zoals beelden van de Antwerpse beeldhouwer Hendrik Frans Verbruggen (17de eeuw) en Egidius Adrianus Nijs (18de eeuw). 
De kerk is tussen 1996 en 1998 grondig gerestaureerd na schade door verzakkingen. De vaste grondlaag in Doel ligt ongeveer 11 meter diep, terwijl de houten palen waarop de kerk rust slechts 7 meter diep reiken. Tegenwoordig staat de kerk erg scheef.